# مبنى الأمة (فلم)
مبنى الأمة (بالإنجليزية: Nation Estate) هو فيلم فلسطيني من إخراج لاريسا صنصور عام 2013. وهو فيلم خيالي علمي قصير يصور فلسطين على شكل ناطحة سحاب، حيث يمثل كل طابق مدينة في فلسطين. وقد حظيت نسخة سابقة من المشروع بالاهتمام عندما تم إزالته من مسابقة في متحف الإليزيه بسبب دلالاته السياسية كما زُعم.

## الحبكة
يبدأ الفيلم بوصول امرأة حامل إلى محطة قطار. تشق طريقها على سلم متحرك وهي تحمل حقيبة سفر في يدها. في أعلى السلم المتحرك، تستخدم بصمة الإصبع والمسح الضوئي لشبكية العين للدخول إلى الردهة وتتجه إلى المصاعد. وبينما هي تضغط على الزر، تنظر إلى ملصق على الحائط مكتوب عليه "مبنى الأمة: عيش الحياة الراقية". وبجانب المصعد يوجد دليل لطوابق المبنى، يوصَف كل طابق بأنه مدينة أو منطقة في فلسطين. وفي المصعد، تُعرض إعلانات على شاشة تلفاز. يبدو أن الإعلانات تتناول مختلف القضايا الاجتماعية والسياسية التي يواجهها الفلسطينيين اليوم، مثل إمدادات المياه والغذاء والقيود المفروضة على السفر. فالمحطة الأولى التي يتوقف فيها المصعد في الطابق الثالث عشر، تكون القدس إذ يمكنك رؤية الأقصى. والمحطة التالية هي بيت لحم، عندما تنزل المرأة من المصعد وتبتعد، يمكن رؤية الهندسة المعمارية القديمة للمدينة كأساس للأرضية. وتمشي إلى نفق يبدو من الخارج حجراً وملاطاً أصلياً، لكنه أكثر حداثة من الداخل. ثم تتوقف عند أحد الأبواب، وباستخدام بطاقة مفتاح على شكل علم فلسطين، تفتح الباب المؤدي إلى شقة. تضع بطاقة المفتاح جانبًا، وتلتقط علبة الري. تتوجه إلى نافذة، وأمام النافذة، توجد شجرة تنمو من الأرض وتسقيها. بعد ذلك، تتوجه إلى خزانة وتفتحها لتكشف عن علب متعددة الألوان. عندما تلتقط واحدة وتنظر إليها، تجد عليها ملصق مكتوب عليه ملوخية، وهو طعام موطنه الأصلي الشرق الأوسط وشمال أفريقيا. تعيد العلبة وتمد يدها إلى علبة أخرى مكتوب عليها هذه المرة مرمون، فتقوم بتسخينها باستخدام بصمة الإصبع وتسكبها في وعاء مع أطعمة أخرى. تضعه على الطاولة وتشق طريقها إلى النافذة. بعد الضغط على زر على الحائط، يتغير المنظر إلى منظر القدس، ثم تمسك المرأة بطنها وهي تنظر إلى المدينة.

## جدل وأحداث
في عام 2011، تم اختيار مشروع الوسائط المتعددة الذي يحمل نفس الاسم لمخرجة الفيلم لاريسا صنصور، ليكون جزءًا من مسابقة لاكوست إليزيه. ولكن، بعد اختياره في القائمة المختصرة للجائزة من قبل المتحف، اتصل موظفو المتحف بلاريسا وأبلغوها أن موظفي لاكوست اعتبروا فيلمها "مؤيدًا للفلسطينيين أكثر من اللازم"، وهي مزاعم نفتها الشركة لاحقًا، كما طلب المتحف من صنصور إصدار بيان قالت فيه إنها "قررت متابعة فرص أخرى". وبعد أن أثارت إزالة العمل غضبًا عارمًا، أنهت لاكوست رعايتها للجائزة التي تبلغ قيمتها 21,000 جنيه إسترليني، بينما علّق المعرض بدوره علاقته مع الشركة.

## جوائز
حصد هذا الفيلم جوائز عديدة من المهرجانات السينمائية، وأبرزها:
- جائزة لجنة التحكيم المسكونية - مهرجان أوبرهاوزن الدولي للأفلام القصيرة في 2013.
- جائزة مهرجان روتردام السينمائي الدولي في 2013.
- جائزة أفضل فيلم قصير من لجنة تحكيم النقاد - مهرجان مرسيليا الدولي للسينما العربية في 2013.
- جائزة مهرجان جنيف السينمائي الدولي للأفلام الشرقية الدولي في 2013.
- جائزة مهرجان بوخارست الدولي للأفلام التجريبية في 2013.